# Richard Dobbs Spaight
Richard Dobbs Spaight, né le 25 mars 1758 à New Bern et mort dans cette même ville le 6 septembre 1802, est un homme politique américain. Il est l'un des Pères fondateurs des États-Unis en tant que signataire de la Constitution des États-Unis. Il est aussi le 8e gouverneur de la Caroline du Nord, poste qu'occupera également son fils, Richard Dobbs Spaight, Jr..